# Andy Pages
Andy Pages (8 de diciembre de 2000, Mantua, Cuba) es un jugador profesional de béisbol cubano, que juega como jardinero central en Los Angeles Dodgers de la Major League Baseball (MLB).

## Carrera
Pages firmó un contracto con Los Angeles Dodgers por 300.000 dólares.  El 16 de abril de 2023, hizo su debut con Los Angeles Dodgers de la Major League Baseball (MLB).